# Liz Frank
Erna Elizabeth „Liz“ Frank (* 1950 in Stuttgart) ist eine deutsche Lehrerin, die als Aktivistin für Frauen- und LGBT-Rechte in Namibia tätig ist. Ab 1999 war sie in der Redaktion für die Zeitschrift der Frauenrechtsorganisation Sister Namibia tätig. Von 2003 bis 2009 leitete sie die Organisation. Ab Ende der 1990er Jahre prozessierte Frank in einem national beachteten Verfahren bis zum namibischen Verfassungsgericht um ein permanentes Aufenthaltsrecht in Namibia mit der Begründung der Gleichbehandlung ihrer Partnerschaft mit Elizabeth ǀKhaxasKlicklaut mit heterosexuellen Beziehungen.

## Leben

### Jugend und Ausbildung
Frank studierte an der La Trobe University in Melbourne, Australien, wo sie 1976 einen Bachelor of Arts und 1977 ein Diploma of Education machte. Im Anschluss zog sie nach Bonn, wo sie Englischkurse für Entwicklungsarbeiter und Deutschkurse für türkische Migranten gab. 1982 begann sie auf Lehramt an der Universität Bremen zu studieren. 1990 schloss sie mit dem Ersten Staatsexamen ab. In dieser Zeit engagierte sie sich für die Anti-Apartheid-Bewegung und unterstützte in Deutschland lebende Angehörige der SWAPO als Dolmetscherin bei politischen Treffen und Demonstrationen. Ab März 1988 arbeitete sie am Centre for African Studies – Namibia Project an der Universität Bremen.

### Namibia
1990 besuchte Frank Namibia, wo sie ǀKhaxas kennenlernte, mit der sie eine feste Partnerschaft einging. Gemeinsam mit ǀKhaxas trat Frank als Freiwillige dem Kollektiv Sister Namibia bei, das die einzige feministische Zeitschrift in Namibia herausbrachte. Ab 1999 war sie als bezahlte Kraft in der Redaktion des Magazins tätig. Ihre Themen waren die politische Teilhabe von Frauen in Namibia und die sexuellen kulturellen Praktiken in verschiedenen namibischen Gemeinwesen. Ihre Forschungen führten letztlich zu der 50/50 Campaign for Women’s Political Empowerment, die Sister Namibia in den folgenden sechs Jahren betrieb.
Frank hatte seit 1991 auf Basis befristeter Arbeitserlaubnisse in Namibia gelebt. 1995 und 1997 beantragte Frank ein permanentes Aufenthaltsrecht in Namibia, was beide Male vom namibischen Ministry of Home Affairs abgelehnt wurde. Stattdessen wurde ihr mit Abschiebung wegen ihrer sexuellen Orientierung gedroht. 1998 ging Frank vor Gericht gegen diese Entscheidung vor. Frank und ǀKhaxas versuchten damit, dass gleichgeschlechtliche Beziehungen anerkannt würden. Die Behörden argumentierten, dass die Verfassung nur vor Diskriminierung aufgrund des Geschlechts schützte, aber nicht vor Diskriminierung wegen der sexuellen Orientierung. 2001 entschied das Verfassungsgericht, dass eine gleichgeschlechtliche Beziehung vom namibischen Gesetz nicht anerkannt würde. Trotzdem wurde Franks Antrag 2002 schließlich positiv entschieden, allerdings auf einer anderen Grundlage.
Von 2003 bis 2009 war Frank die Leiterin von Sister Namibia. Dann wechselte sie in den Vorstand der Organisation. Seit 2010 arbeitet Frank als Journalistin und Beraterin zur Frauen- und Genderthematik und unterstützt die Arbeit des Women’s Leadership Centre, das Elizabeth ǀKhaxas 2004 ins Leben gerufen hat.
Frank war eine der Frauen, die in der Ausstellung Amazing Namibian Women der Nationalgalerie von Namibia porträtiert wurden. Es handelte sich um eine Wohlfahrtsausstellung zugunsten der Initiative „Power Pad Girls“ von Sister Namibia.

## Auszeichnungen
- 2016 Rosa Courage Preis von Gay in May e.V.[10]

## Veröffentlichungen
- Liz Frank: Ein Schulweg von vier Stunden. Bildung für alle. In: Florence Hervé (Hrsg.): Namibia. Frauen mischen sich ein. Orlanda Frauenverlag, Berlin 1993, ISBN 3-922166-85-7, S. 96–101.
- Elizabeth ǀKhaxas, Liz Frank: Familienplanung kaum bekannt. Frauen und Selbstbestimmung. In: Florence Hervé (Hrsg.): Namibia. Frauen mischen sich ein. Orlanda Frauenverlag, Berlin 1993, ISBN 3-922166-85-7, S. 102–106.
- Elizabeth ǀKhaxas, Liz Frank: Black sisters - Lesben. In: Florence Hervé (Hrsg.): Namibia. Frauen mischen sich ein. Orlanda Frauenverlag, Berlin 1993, ISBN 3-922166-85-7, S. 107–109.
- Elizabeth ǀKhaxas, Liz Frank: „Männer predigen, Frauen machen die Sozialarbeit“. Zur Kirche. In: Florence Hervé (Hrsg.): Namibia. Frauen mischen sich ein. Orlanda Frauenverlag, Berlin 1993, ISBN 3-922166-85-7, S. 118–122.
- Liz Frank: Elizabeth Khaxas (* 1960). In: Alexandra Busch, Dirck Linck, Heide Kuhlmann (Hrsg.): Frauenliebe, Männerliebe. Eine lesbisch-schwule Literaturgeschichte in Porträts. J.B. Metzler, Stuttgart 1997, ISBN 3-476-01458-4, S. 225–231.
- Liz Frank, Elizabeth ǀKhaxas: Sister Namibia: Fighting for All Human Rights for All Women. In: Feminist Africa. Band 6, Nr. 83, 2006, S. 83 (agi.ac.za [PDF]).